# Чинка Олена Петрівна
Оле́на Петрі́вна Чи́нка (29 липня 1976, м. Київ, Українська РСР, СРСР) — українська спортсменка, громадська і політична діячка. Майстер спорту України,  член збірної України зі спортивних танців на візках.

## Біографія
Олена Чинка народилася 29 липня 1976 року в Києві. Закінчила загальноосвітню школу з поглибленим вивченням німецької мови № 123. З дитинства почала займатися спортом, працювала в хореографічному колективі. Шлях у ритмі танцю для маленької Олени розпочався ще в чотири роки, коли мама віддала її на танці до колективу «Азбука».
Вишу освіту здобула Олена Чинка у Відкритому міжнародному університеті розвитку людини «Україна» та отримала диплом освітньо-кваліфікаційного рівня «спеціаліст» за напрямком підготовки «видавнича справа та редагування». Будучи студенткою, отримала диплом І ступеню в номінації «Найкращому студенту-інваліду, за відмінне навчання, сумлінність та характер».
У 1994 році розпочала трудову діяльність в середній школі керівником гуртка з ритміки та оздоровчої аеробіки. Згодом почала працювати у дитячо-юнацькому клубі, де заснувала дитячу балетно-спортивну студію «Геліос» (нині філія ЦТ «Шевченківець»). Тут Олена Петрівна і сьогодні обіймає посаду педагога-організатора.
1998 року Олена Чинка потрапила в аварію, внаслідок якої втратила обидві ноги.
Юнацьке захоплення спортом та хореографією згодом позначилось на досягненнях Олени Чинки.
Отримала звання Майстра спорту України та стала членом збірної України зі спортивних танців на візках.
Неодноразова чемпіонка України з аеробіки.

### Нагороди
У 2004 році Олена Чинка стала лауреаткою Національної премії «Гордість країни» у номінації «Особисте досягнення».
У 2011 році стала лауреаткою Всеукраїнської премії «Жінка ІІІ тисячоліття» в номінації «Рейтинг».

## Діяльність

### Громадська активність
Олена Чинка давно виступає як громадська діячка. Основна мета її громадської активності — боротьба за права людей з інвалідністю. Олена Чинка вважає, що для таких людей в Україні мають бути створені умови для їх повної реалізації, а це зокрема означає надійне протезування, що фінансується державою. Завдяки цьому, вважає громадська активістка, в країні з'являться більше працевлаштованих інвалідів, а у державному бюджеті — більше об'єктів оподаткування.

### Політика
У 2014 році Олена Чинка приєдналась до новоствореної політичної партії «Національна Демократична партія України», у складі якої брала участь у Виборах до Київради у травні 2014 року (№ 2 у списку) та у Виборах до Верховної Ради у жовтні 2014 року (очолювала виборчий список партії). На сьогоднішній день Олена Чинка є лідером «Національної Демократичної партії України», організовує та бере активну участь у її діяльності.